# Češnjice v Tuhinju
Češnjice v Tuhinju so naselje v Občini Kamnik.
Češnjice v Tuhinju so vas s 117 prebivalci na nadmorski višini 673,6 m. Vas leži v pod Menino planino. Prebivalstvo se v službo vozi v Kamnik, Ljubljano, Domžale... nekateri pa imajo lastna podjetja. Tu je med drugo svetovno vojno deloval zdravnik Peter Držaj, kateremu je posvečen tudi spomenik.

## Zgodovina
Češnjice se kot nemški "Kersteten" (od nem. Kirsche v pomenu češnja) v starih listinah prvič omenjajo skupaj z Belo 1229 kot kraj, kjer je šla mimo meja posesti hospitala na Kozjem hrbtu. Leta 1329 je kralj Henrik Češki vojvoda Koroški podaril oddaljenemu samostanu v Kostanjevici poleg štirih kmetij v Cirkušah še šest kmetij Češnjicah.  V preteklosti je skozi vas Češnjice v Tuhinju peljala pomembna trgovska pot. V svojih časih pa se je tu skozi peljala in se tu tudi ustavila Avstro-Ogrska monarhinja Marija Terezija. 
Med bolj pomembnimi najdbami na tem področju je vsekakor vrč, ki se je skrival ob eni izmed starejših hiš v vasi. Odkril ga je domačin France Drolc, ko je pomagal ob kopanju jame za svinjak. V vrču se je nahajalo okoli 1200 srebrnikov in več kot 400 zlatnikov. Najstarejši med njimi so stari najmanj 450 let, kar priča tudi o starosti same stavbe. Zlatnike so zatem odpeljali v medobčinski muzej Kamnik v gradu Zaprice, Kamnik.

## Ostale povezave
Tuhinjska dolina Arhivirano 2008-09-14 na Wayback Machine.